# EMMA (museum)
Het EMMA (Fins: Espoon modernin taiteen museo, museum voor moderne kunst van Espoo), ook wel bekend als het Espoo Museum of Modern Art, is een kunstmuseum in de Finse stad Espoo. Het museum richt zich op design, moderne- en hedendaagse kunst. 

## Geschiedenis
Het museum opende de deuren in 2006, na de oprichting van het Espoo Art Museum Foundation in 2002. Het museum heeft zijn eigen collectie (EMMA Collection) van ongeveer drieduizend werken. Deze collectie is oorspronkelijk ontstaan als de kunstcollectie van de stad Espoo en begon in de jaren vijftig van de twintigste eeuw. De collectie bestaat inmiddels uit werken van moderne en hedendaagse kunstenaars uit heel Finland en uit omliggende Scandinavische landen, waaronder werken van Ilmari Aalto, Adolf von Becker en Jalmari Ruokokoski.
De vaste tentoonstellingen van het museum bevatten zowel een selectie van de EMMA Collection als een selectie van de Saastamoinen Foundation Art Collection; daarnaast zijn er tijdelijke nationale en internationale tentoonstellingen. 
Het museum bevindt zich in het WeeGee-huis, waarin tevens vier andere musea gevestigd zijn. Het gebouw uit 1965 is ontworpen door architect Aarno Ruusuvuori. Met een oppervlakte van vijfduizend vierkante meter is het EMMA het grootste kunstmuseum in Finland.

## Trivia
Van 21 augustus 2019 t/m 26 januari 2020 hield het museum de internationale tentoonstelling" Michael Jackson:On the Wall, een groepstentoonstelling van kunstenaars die zich hadden laten inspireren door Michael Jackson en/of het fenomeen eromheen. Het organiseren van de tentoonstelling was niet geheel onomstreden, als gevolg van de documentaire Leaving Neverland die eerder in het voorjaar van 2019 was uitgekomen.